# Karl Theodor Gremmler

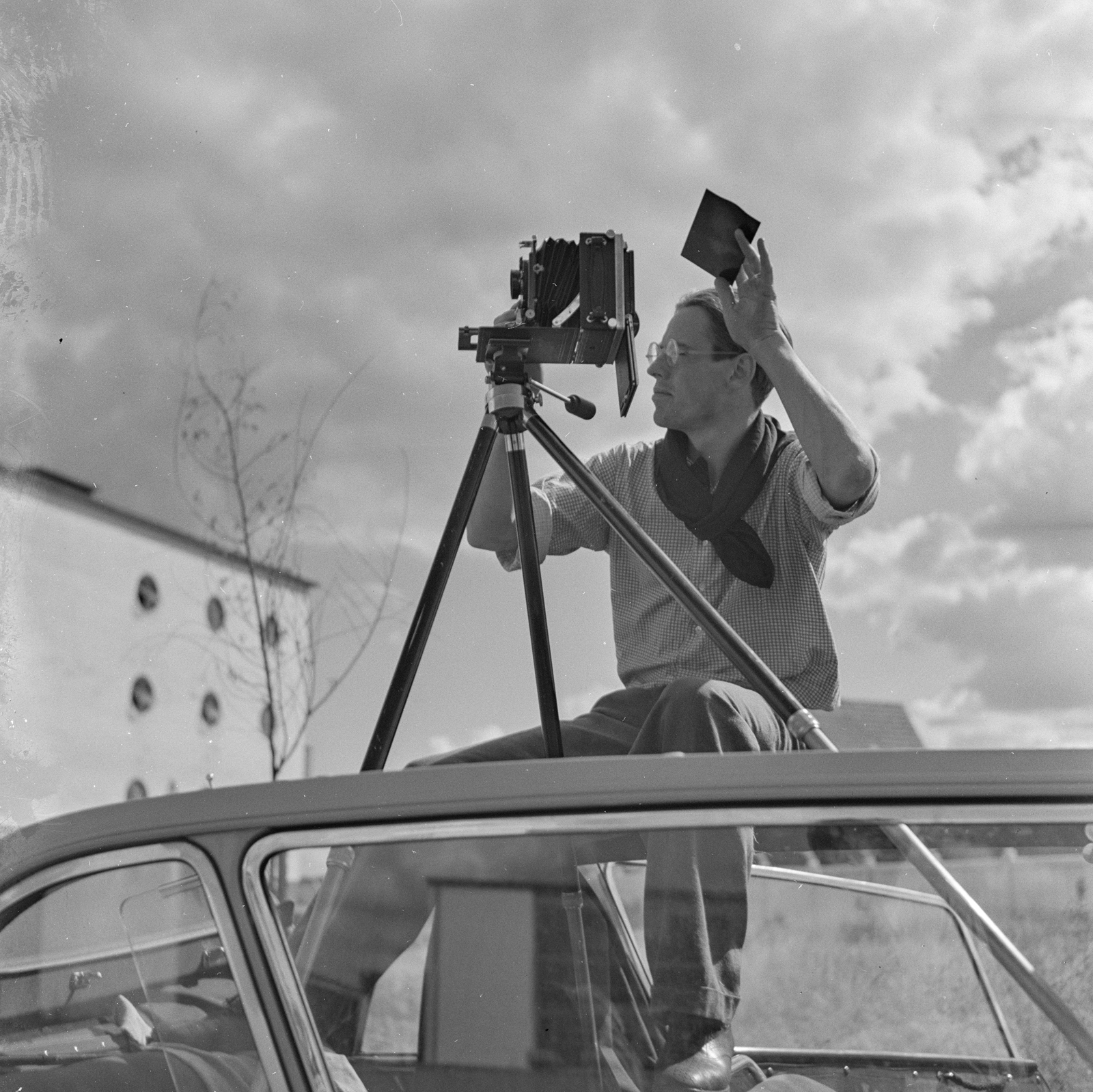
Gremmler beim Fotografieren der Borgwardwerke 1938

Karl Theodor Gremmler (* 4. Januar 1909 in Hannover; † 11. Juni 1941 in Heydebreck O.S.) war ein vor allem in Bremen und Berlin tätiger deutscher Fotograf.

## Leben und Werk

### Herkunft
Paul Berthold Karl Theodor Gremmler wurde als Sohn des Kaufmanns Karl Friedrich August Gremmler und dessen Ehefrau Elisa Marie Anna Gremmler, geb. Lankau in Hannover geboren. Er besuchte das Kaiser-Wilhelm-Gymnasium in Hannover und absolvierte nach Abschluss der Schule möglicherweise eine Ausbildung als Reklame-Kaufmann, allerdings ist über Jugendzeit und Ausbildung Gremmlers bislang nichts bekannt.

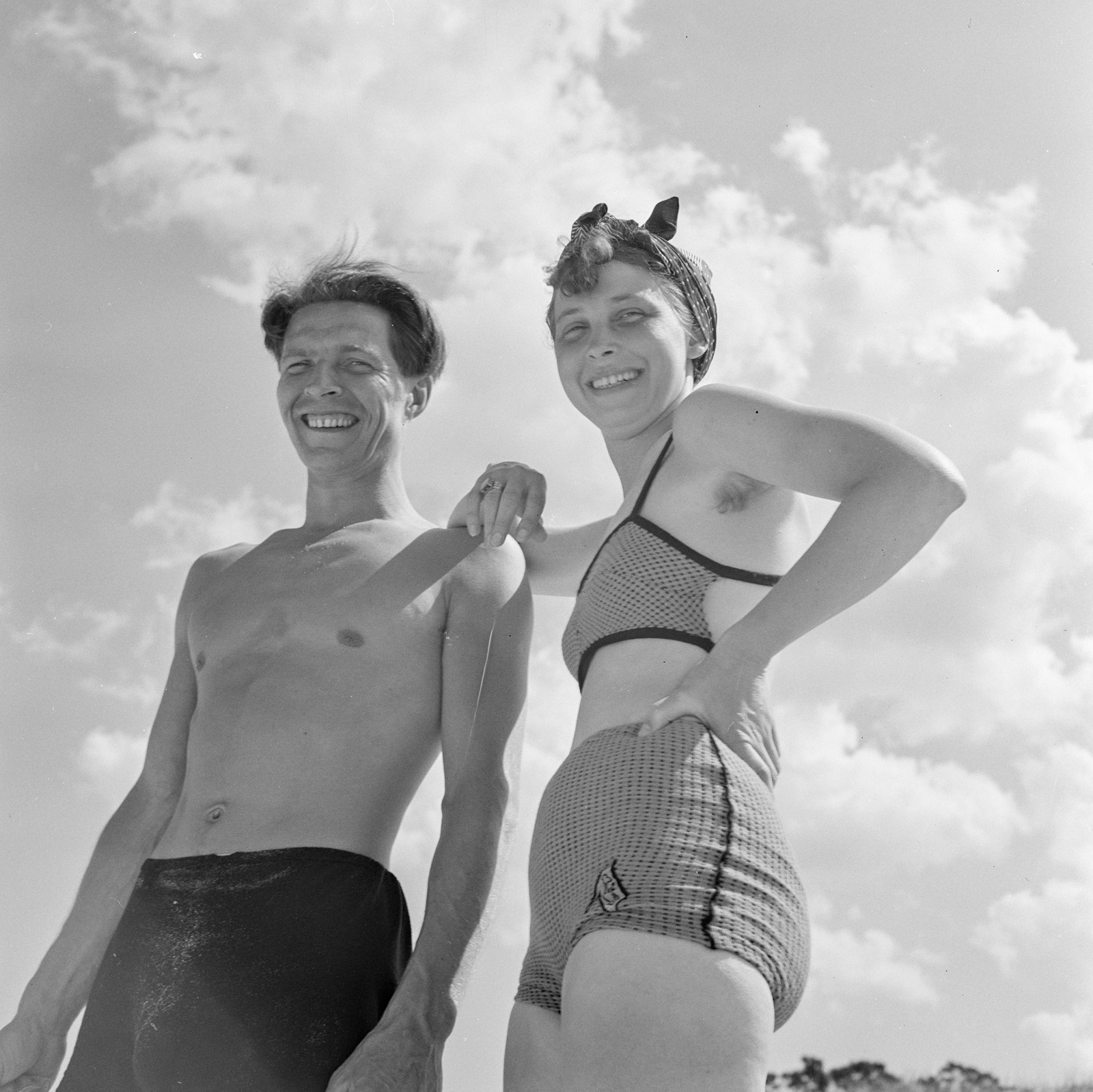
Karl Theodor und seine Frau Elisabeth Gremmler 1938

Seitens des Kunsthandels wurde werbewirksam vermutet, dass der spätere Fotograf seine künstlerische Prägung bereits in Hannover erfahren habe. Er sei regelmäßiger Gast im legendären Salon der Käte Steinitz gewesen, in dem Kurt Schwitters, El Lissitzky, Mary Wigman, László Moholy-Nagy, Theodor Lessing und viele andere verkehrten, und habe dort Freundschaft mit Albert Renger-Patzsch geschlossen und auch Hein Gorny, seinen späteren Atelierpartner, kennengelernt. Abgesehen von einer überlieferten, undatierten späteren Widmung an Käte Steinitz sind Kontakte in Künstlerkreise zu dieser Zeit bislang jedoch nicht belegbar. Wesentlichen Einfluss auf Gremmlers fotografische Entwicklung dürfte neben seiner Tätigkeit als Reklame-Kaufmann seine Ehefrau Elisabeth „Peschka“ Gremmler geb. Fischer (* 10. September 1905; † um 1974 in Rickenbach) gehabt haben, die er am 23. Juli 1932 in Bremen geheiratet hatte. Als Webmeisterin in der von Eberhard Ernst Osthaus gegründeten Handweberei Hohenhagen in den Räumen den Hohenhofs war sie mit dem Werkbund-Gedanken sicher bestens vertraut.

### Anfänge in Bremen und erste Erfolge
Nachweisbar ist, dass Gremmler – nach Information des Sohnes als Autodidakt – am 24. Oktober 1932 in Bremen ein Fotografengewerbe angemeldet hat. Dort betrieb er bis zum Juni 1935 ein Atelier in der Martinistraße 3/4. Anschließend zog er bis September 1937 in die Herderstraße 92. Danach befand sich sein Atelier bis Januar 1939 in der Elsasser Straße 68.
Ein genauerer Blick auf die ersten, wohl ab Herbst 1932 entstandenen Negative zeigt, dass sich Gremmler zu Beginn seiner fotografischen Tätigkeit beinahe systematisch an der Formensprache des Neuen Sehens und der Neuen Sachlichkeit abgearbeitet hat, die ihm aus der Werbebranche vertraut gewesen sein dürften, wohl ebenso die Gestaltungsprinzipien des Bauhauses. Seine frühesten Aufnahmen lassen vielfältige motivische wie stilistische Anlehnungen etwa an Albert Renger-Patzsch, Aenne Biermann, Ilse Bing oder auch an Hein Gorny deutlich erkennen. Eine seiner frühesten Fotografien, Negativ Nr. 17, aufgenommen am Arbeitsplatz der Ehefrau in der Handweberei Hohenhagen, erschien mit dem Bildtitel „Schiffchen im offenen Fach“ schon im März 1933, kurz nach der Geburt des Sohnes Tomas (* 26. Februar 1933 in Bremen; † 30. März 2020 in Uffing am Staffelsee), als Titelbild der Werkbund-Zeitschrift „Die Form: Zeitschrift für gestaltende Arbeit“.

### Tätigkeit für das Nordsee-Magazin
Wenig später, im Juni 1933, konnte Gremmler eine erste Aufnahme im Nordsee Magazin platzieren, der Kundenzeitschrift der Nordsee Deutsche Hochseefischerei. Bereits im Folgemonat erschien eine seiner Fotografien, ein Stillleben mit Fischen, auf dem Cover der Zeitschrift, die er fortan regelmäßig mit Bildmaterial belieferte. Abgedruckt wurden nicht nur seine die Ästhetik der Moderne fortschreibenden Aufnahmen, sondern auch Fotomontagen als wesentliches Stilmittel des Neuen Sehens, die im ersten Jahr der NS-Diktatur noch als probates Werbe- und Agitationsinstrument einsetzbar waren, bevor sie wegen allzu großer Nähe zur Exilpropaganda, insbesondere zu den Arbeiten John Heartfields für die Arbeiter-Illustrierte-Zeitung, nicht mehr erwünscht waren.
Der recht schnelle Erfolg Gremmlers darf als typisch für die Umbruchsituation nach der Machtergreifung betrachtet werden. Nach der Arisierung der Branche durch das Schriftleitergesetz und der Emigration führender Köpfe bestand eine hohe Nachfrage nach jungen Bildjournalisten. Das Nordsee Magazin bot Gremmler Raum auch für Experimente und künstlerisch ambitionierte Fotografien, war aber vor allem der Devise „Esst mehr Fisch!“ verpflichtet. Die Erhöhung des Fischkonsums war zentrales Anliegen der Firma und ihrer Firmenzeitschrift und zugleich ernährungswirtschaftliches Staatsziel. Insofern waren Gremmlers Aufnahmen unmittelbar in die Propagandamaschinerie eingebunden, stehen jedoch gleichzeitig in der Tradition avantgardistischer Bildsprache.
Das an Bauhaus und Werkbund orientierte Selbstverständnis des Fotografen demonstrieren unter anderem auch seine in Futura gesetzten Briefköpfe, die in Typografie und Layout an Publikationen des Verlag Hermann Reckendorf erinnern, der nicht nur bis 1932 „Die Form“ herausgab, sondern auch Werner Graeffs epochales „Es kommt der neue Fotograf!“ (1929) oder Paul Renners „Mechanisierte Grafik. Schrift, Typo, Foto, Film, Farbe“ (1930).
Während der Fotograf diese Linie konsequent weiterverfolgte, veränderte sich das Layout des Nordsee Magazins, das ab 1935 in Fraktur gesetzt wurde und sich von einer Kundenzeitschrift zum NS-Organ für Verbrauchslenkung mit dem Ziel wirtschaftlicher Autarkie wandelte. Die Nordsee AG, nun zu 49 % im Aktienbesitz der niederländisch-britischen Unilever, war nur noch Anzeigenkunde. Die von Wilhelm Roloff eingeführte moderne Werbesprache blieb – in Grundzügen – jedoch erhalten, ebenso die Ausrichtung auf zu steigernden Fischverzehr. Das interessengeleitete Nordsee Magazin eröffnete Gremmler nicht nur ein Schaufenster für seine Fotografien mit sehr hoher Reichweite (Auflage bis 252.000 Exemplare 1937), vor allem war es die Basis für seine langjährige Zusammenarbeit mit dem Verleger Hans A. Keune sowie mit der Fischindustrie.

### Künstlerischer Durchbruch
Nach weniger als zwei Jahren Fotopraxis werden Gremmlers Fotografien jedoch nicht nur von der Werbeindustrie und von deutschen Zeitschriftenlesern rezipiert, sondern auch international wahrgenommen. So waren einige seiner Aufnahmen bereits 1934 in der renommierten Ausstellung XXIXe Salon international d’art photographique zu sehen, die in Paris von der Société française de photographie et de cinématographie ausgerichtet worden ist. Im Folgejahr erschienen gleich drei dieser Aufnahmen im jährlichen Sonderheft Photographie der von Charles Peignot gegründeten französischen Kunstzeitschrift Arts et Métiers Graphiques (AMG), also in einem der wichtigsten Schaufenster der internationalen Foto-Avantgarde – neben Fotografien von Margaret Bourke-White, Marianne Breslauer, Hein Gorny, Florence Henri, Ewald Hoinkis, Horst P. Horst und zahlreichen anderen – in einer „Foto-Jahreszeitung mit großen Absichten der Kunst- und Berufsfotografie, fortgesetzt in jährlich vorgelegten Arbeiten der Besten“.

### Arbeitswelt und Frauenarbeit
Ein weiteres publizistisch erfolgreiches Thema Gremmlers waren Fotografien aus der Arbeitswelt, insbesondere von berufstätigen Frauen in unterschiedlichsten Berufen. Ob diese Aufnahmen im Auftrag der Deutschen Arbeitsfront bzw. des Deutschen Frauenwerks entstanden sind, oder ob Gremmler damit die Aufmerksamkeit der Massenorganisationen gewonnen hatte, bedarf noch der Klärung. Acht seiner Fotografien erschienen im November 1935 unter dem Titel „Das Gesicht der berufstätigen Frau“ in der NS-Frauen-Warte, nachdem sie zuvor in größerer Auswahl in Form hinterleuchteter Großdiapositive in der Düsseldorfer Ausstellung „Frau und Volk“ gezeigt worden waren. Im Folgejahr erschienen die Fotos zudem als opulenter Bildband mit dem Titel „Tagewerk und Feierabend der schaffenden deutschen Frau“. Das Buch erschien viersprachig und ist als Facette der Auslands-Propaganda im Olympiajahr zu verstehen. Auch dieser Propaganda-Band bot Gremmler Raum für eine moderat-moderne Bildsprache: Blicke von oben, diagonale Reihung, Aus- und Anschnitte, Untersichten. Die Publikation zeigt, wie kompositionelle Grundmuster der Ende der 1920er Jahre entwickelten Moderne in Symbolketten und Bedeutungsmuster des NS-Staates eingepasst wurden. Die Anknüpfung an Elemente des Neuen Sehens diente, so Rolf Sachsse, der Herausstellung von Modernität und Weltläufigkeit des NS-Staates.
Für den Fotografen beförderte diese Publikation seine Aufnahme in die auf künstlerische Fotografie ausgerichtete, 1933 gleichgeschaltete Gesellschaft Deutscher Lichtbildner und seinen Bekanntheitsgrad: so wurde eine Aufnahme aus „Tagewerk und Feierabend der schaffenden deutschen Frau“ in „Das Deutsche Lichtbild – Jahresschau 1937“ aufgenommen. Während sich die Fotografien aus der Arbeitswelt durch eine eher zurückgenommen-moderne Bildsprache auszeichnen, bewegte sich Gremmler bei Marketing und multimedialer Verwendung seiner Bilder auf der Höhe der Zeit: Ausstellung, Zeitschrift, Bildband.

### Werbung und Fotokunst

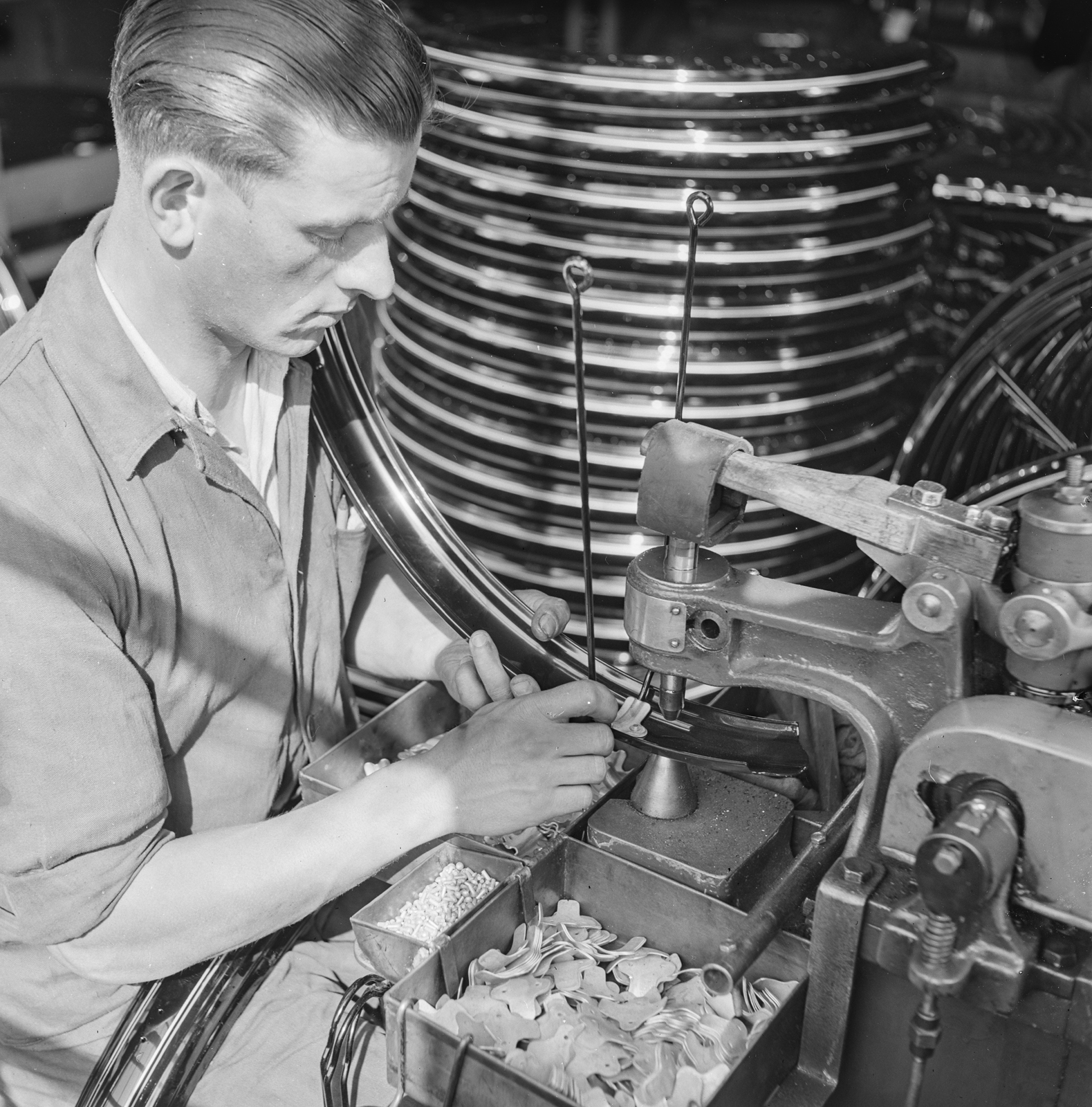
Lochmaschine für Schutzbleche, Wanderer-Werke

Das wichtigste Standbein des Fotografen blieb jedoch seine Tätigkeit für die Industrie. Er übernahm Werbeaufträge für zahlreiche Firmen (AEG – Bahlsen – Blaupunkt – Borgward – Kaffee Hag – Telefunken – Wanderer-Werke – u. v. m.) und etablierte sich als „Ein Meister der Werbephotographie“, so im Juli 1937 der Titel eines Portfolios in der Zeitschrift „Gebrauchsgraphik“.
Im gleichen Jahr wurde sein Schaffen in einer rund 200 Arbeiten umfassenden Einzelausstellung im Oldenburgischen Landesmuseum gewürdigt, die im Anschluss im Museum Folkwang gezeigt worden ist. Die Aufnahmen wurden in der Presse als „Meisterleistungen“ rezipiert „im Hinblick auf Komposition der Bilder und vor allem auf ihre technische Durchbildung“. Der Oldenburger Direktor Walter Müller-Wulckow war einer der ersten Museumsleiter, der Fotografie als Kunstform wahrnahm und 1929 Werke von Aenne Biermann und Albert Renger-Patzsch ausstellte, außerdem Karl Blossfeldt – und später Karl Theodor Gremmler. Bereits vor der Oldenburger Retrospektive hatte eine mehrjährige Zusammenarbeit Gremmlers mit Müller-Wulckow bzw. dem Landesmuseum begonnen. Gremmler erhielt unter anderem den Auftrag, für den „Führer durch das Kunsthandwerk und die heimatlichen Altertümer an Hand der Neuerwerbungen“ (1938) Sach- und Objektaufnahmen anzufertigen.

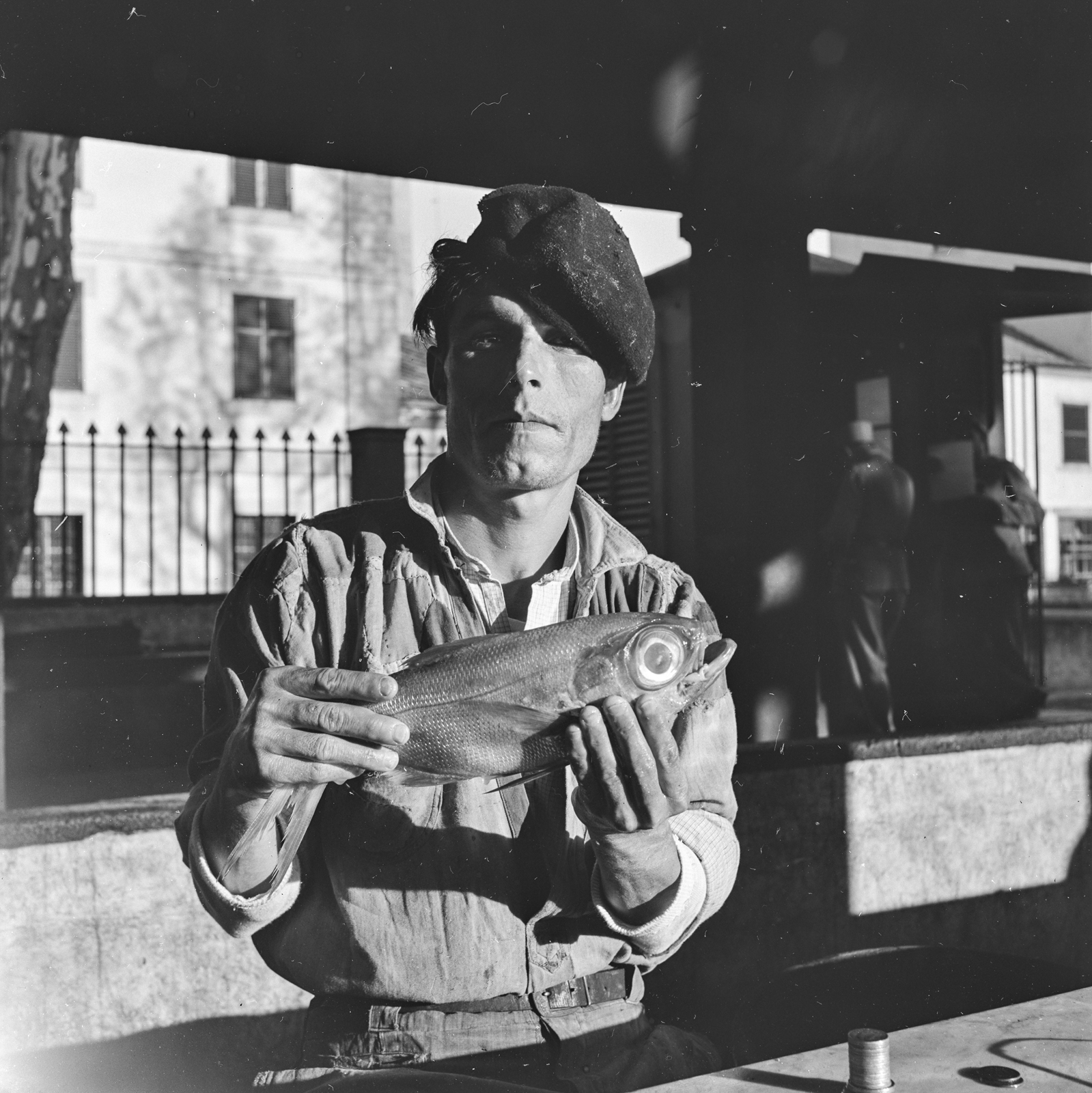
Fischverkäufer (Aufnahme von der Weihnachts-Silvesterfahrt)

Mit seiner Aufnahme in die GDL, seiner Präsenz in „Das Deutsche Lichtbild“, seiner positiven Rezeption in der Fachpresse sowie mit der musealen Personalausstellung ging offensichtlich auch ein beträchtlicher finanzieller Erfolg einher. Etliche Negative zeigen Gremmler mit seiner Familie als stolzen Besitzer eines Borgward Hansa 1100 Cabriolets, zudem leistete er sich Schiffsreisen: Vom 20. Dezember 1938 bis zum 6. Januar 1939 nahm er mit seiner Frau an der „Weihnachts-Silvesterfahrt“ des Norddeutschen Lloyd mit der Steuben teil (Bremerhaven−Lissabon−Nordafrika−Madeira−Kanarische Inseln−Bremerhaven).

### Umzug nach Berlin

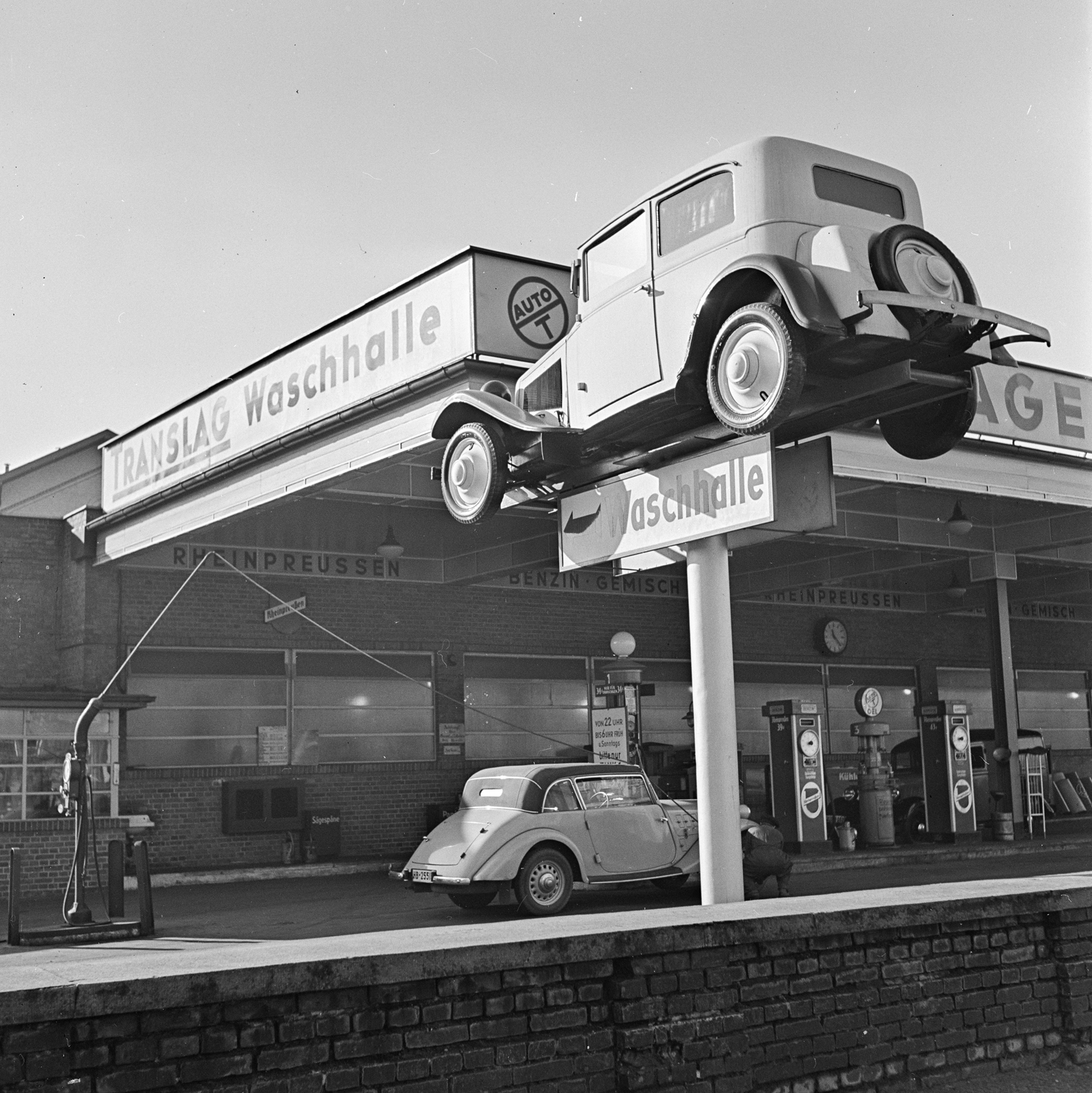
Translag Waschhalle in Berlin-Kreuzberg (1938)

Nach diesen beruflichen Erfolgen verlegte Gremmler seinen Standort im Januar 1939 nach Berlin und damit in das Zentrum der deutschen Presselandschaft. Ende 1938 hatte er das Atelier von Hein Gorny am Kurfürstendamm 35 gekauft, das dieser 1935 seinerseits von Lotte Jacobi übernommen hatte, die als Jüdin nach New York emigrieren musste. Die von Gorny ursprünglich geplante Emigration in die USA scheiterte jedoch, so dass Karl Theodor Gremmler und Hein Gorny das Berliner Atelier ab etwa Februar 1939 zunächst als „Fotografie Gremmler-Gorny. Atelier für moderne Fotografie“ gemeinsam betrieben. Ab circa 1940 firmieren beide Fotografen weiterhin unter gleicher Adresse, jedoch als separate Studios.

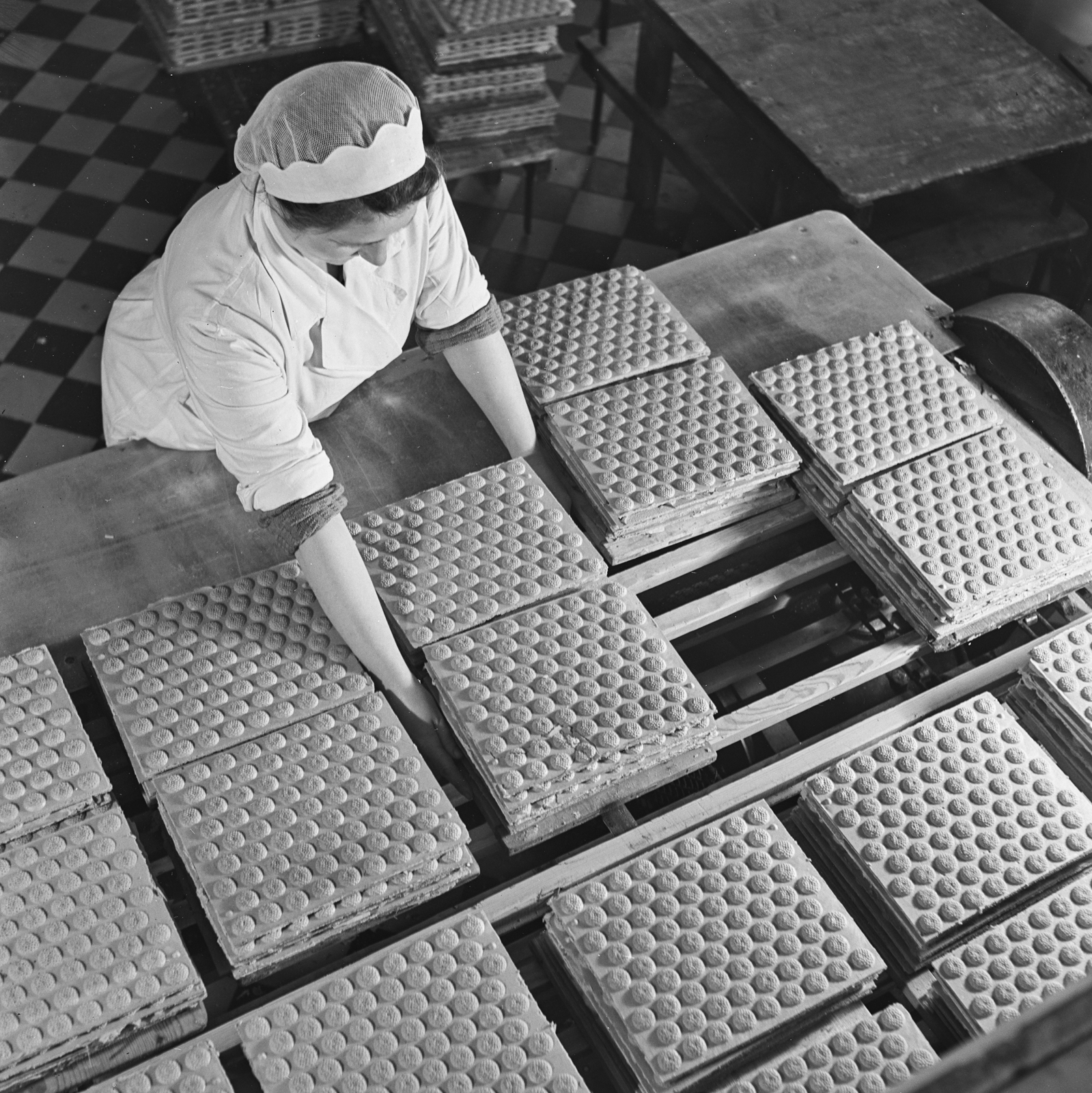
Arbeiterin in der Produktion von Bahlsen (1938/1939)

1939 arbeiteten beide auch an gemeinsamen Projekten wie an „H. Bahlsens Keksfabrik 1889–1939“, der Festschrift zum 50-jährigen Betriebsjubiläum des Konzerns. Die Fotografien in der von Emil Preetorius buchkünstlerisch vorbildlich ausgestatteten Firmenschrift stammen anders als bislang angenommen nicht überwiegend von Hein Gorny, sondern – wie die Negative belegen – zu einem nicht geringen Teil aus der Hand Karl Theodor Gremmlers.

### Männer am Netz

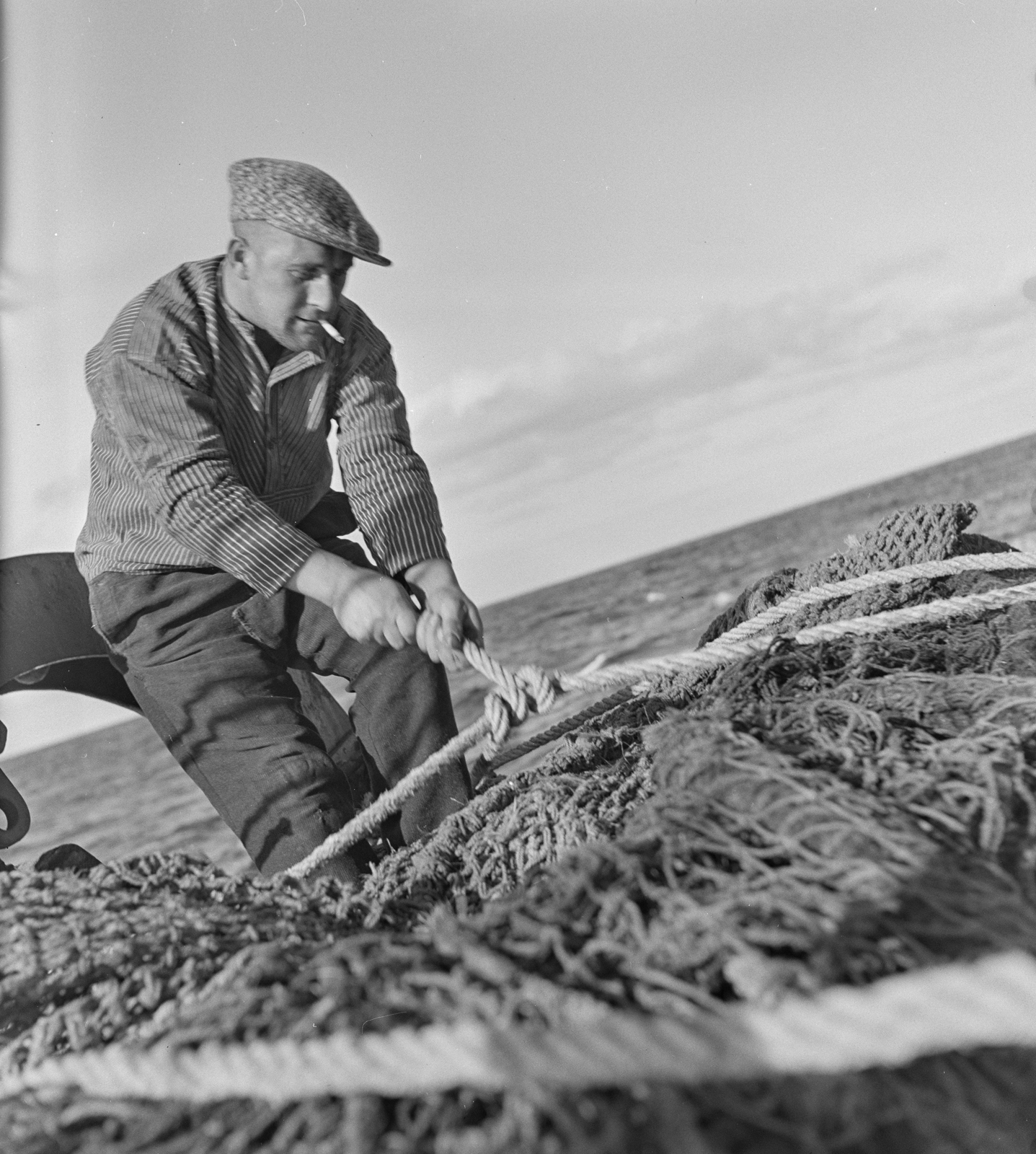
Arbeit am Netz während der Fahrt, aus der Serie Männer am Netz (1938)

Den künstlerischen Kulminationspunkt in Gremmlers Schaffen stellt zweifellos der 1939 vorgelegte Bildband „Männer am Netz“ dar. Erschienen in dem auf Fischwirtschaft spezialisierten Verlag von Hans A. Keune ist es beileibe kein Sachbuch, vielmehr ein später Höhepunkt der Neuen Fotografie, ein Fotobuch konzipiert aus Sicht eines Fotografen, mit dezidiert modernem Layout und mit zu diesem Zeitpunkt geradezu provokanter Bildsprache. Wie etwa in „See Sand Sonne“ von Arvid Gutschow (1930) enthält es kaum Gesamtansichten, vielmehr starke Nahsichten, ungewöhnliche Ausschnitte, harte Schatten, Schräg- und Untersichten sowie Blicke von oben. Die Konvention mittiger Tafelanordnung wird durchbrochen, das visualistische Prinzip konsequent umgesetzt, auf Bildlegenden innerhalb der Seitenabwicklung wird verzichtet. Auf den Seiten bleibt viel Raum für Weiß, die Bildanordnung ist reportagehaft, erinnert streckenweise an filmische Sequenzen. In rhythmisiertem Wechsel zwischen technischen Objekten, Detailstudien und menschlicher Arbeit erscheinen keinerlei propagandistische Details wie Hakenkreuzfahnen am Heck. Die Bildstrecke zeigt keine prominenten Landmarken, bietet keine räumliche Orientierung. Die Seefahrt bzw. die Fischerei wird als weitgehend ortlose, elementare Erfahrung präsentiert, für die das in Rezensionen verwendete Label „Romantik der Seefischerei“ zu kurz greift.
Allen künstlerischen Qualitäten gleichsam zum Trotz war das Fotobuch im Kontext des Verlagsprogramms – neben dem „Nordsee Magazin“ verlegte Keune fast ausschließlich Publikationen zur Fisch- und Lebensmittelindustrie – dennoch auch exklusives Werbemittel für die Fischwirtschaft und quasi Appetizer für den Fischverzehr. In diesen Kontext gehört mit „Wir stellen uns um! Ernährungsfibel für die deutsche Hausfrau“ auch eine weitere, mit zahlreichen Fotografien Gremmlers illustrierte Buchpublikation, die der Popularisierung der deutschen Kriegsernährungswirtschaft gewidmet war. Um Welten konventioneller gestaltet als „Männer am Netz“ hatten hier (reduziert-)dynamische Kompositionsformen und im „Nordsee-Magazin“ erprobte Strategien der Wirtschaftswerbung der Vermittlung und Akzeptanz staatlicher Ziele zu dienen und die Mitwirkung der Bürger zu erreichen.

### Borgward

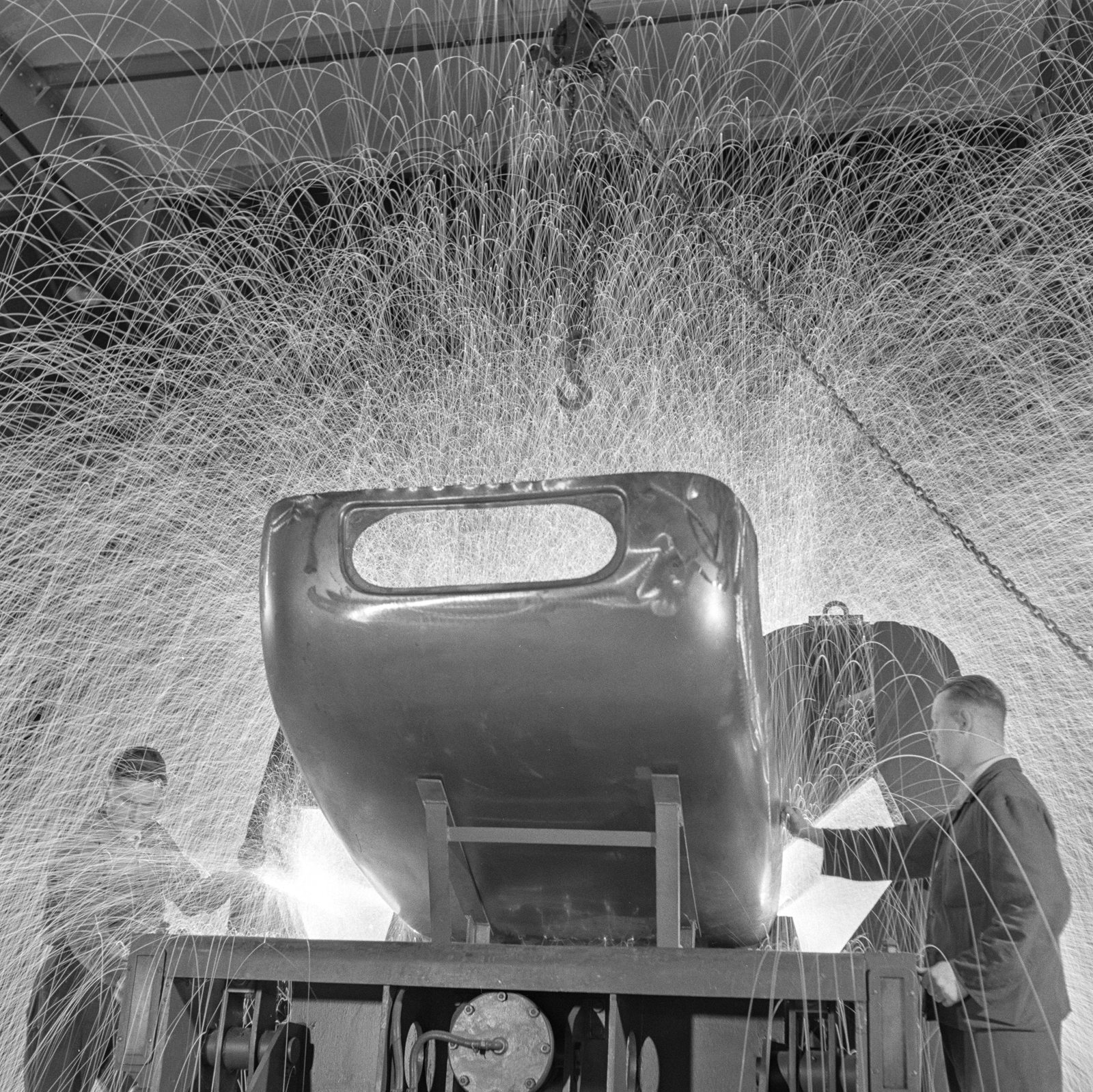
Verarbeitung der Karosserie bei Borgward (1938)

Für die Bremer Borgward-Werke hatte Gremmler bereits seit 1938 regelmäßig fotografiert, unter anderem die Einweihung der Fabrik in Sebaldsbrück. Die 1941 erschienene Publikation „2 PS machen Karriere“ ist anders als „Männer am Netz“ kein Fotobuch, sondern eine Firmengeschichte mit Bildtafeln. Dennoch kommen selbst unter den Vorzeichen der Kriegswirtschaft bewährt-moderne Stilmittel wie die diagonale Aufreihung vervielfältigter Elemente zum Einsatz. Mehr noch als die oben genannten Publikationen veranschaulicht dieses Beispiel, dass die in der Zeit der Weimarer Republik entwickelten Sehweisen nach 1933 fast bruchlos übernommen worden sind. Im Unterschied zur Diffamierung der Moderne in den bildenden Künsten hatte sich die neue Bildsprache in der Fotografie bereits fest etabliert und konnte selbst im totalen Krieg für Fortschrittlichkeit stehen.

### Andersen & Co KG

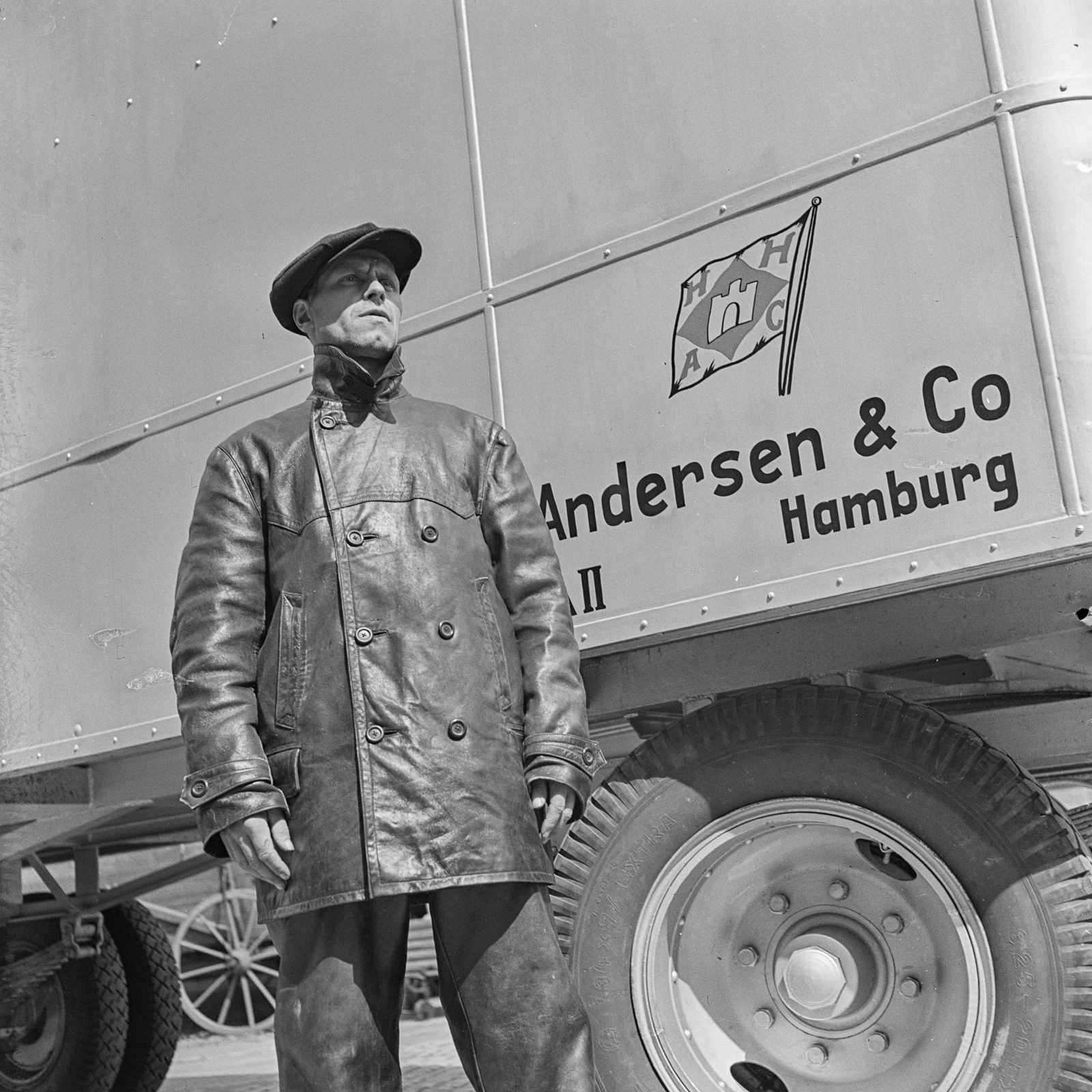
Mann im Mantel vor einem Anhänger der Firma Andersen und Co., Hamburg (1940)

Wichtigster Auftraggeber Gremmlers dürfte 1940 die Hochseefischerei-Gesellschaft Hamburg, Andersen & Co KG gewesen sein, an der seit 1938 der Großindustrielle Philipp Fürchtegott Reemtsma beteiligt war. In diesem Jahr entstanden umfangreiche Serien zur Dokumentation landwirtschaftlicher Produktion sowie zur industriellen Weiterverarbeitung an verschiedenen Produktionsstandorten in Deutschland, unter anderem in Bramsche und Gifhorn. Für die verschiedenen Obst- und Gemüsesorten fotografierte Gremmler die gesamte Prozesskette von der Ernte über alle Schritte der Sortierung und Verarbeitung bis zur Qualitätssicherung. Als Anlass ist die Einführung und Etablierung des Luftgefrierverfahrens nach Heckermann durch Andersen & Co. zu vermuten. Zur besseren Vitaminversorgung, insbesondere im Krieg, wurden die ernährungsphysiologische Forschung sowie die Tiefkühlwirtschaft vom NS-Staat massiv gefördert. Die Finanzierung und Etablierung des neuen Produktionsverfahrens war mit hohem propagandistischen Aufwand verbunden, der unter anderem mit Fachpublikationen im Verlag Hans A. Keune – unter Verwendung der Aufnahmen Gremmlers – begleitet wurde.

### Industriefotografie im Kontext nationalsozialistischer Wirtschaftsprogrammatik

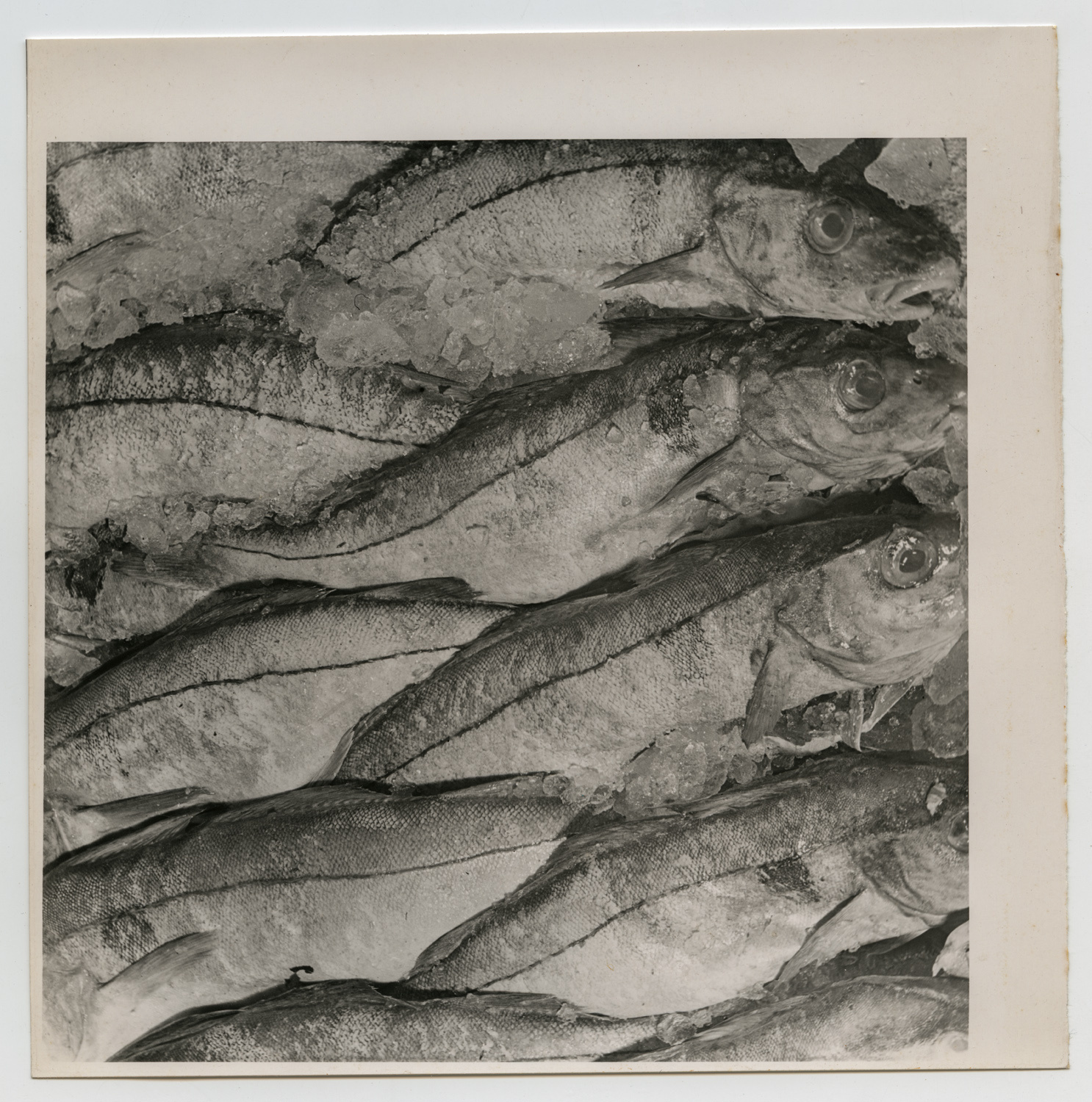
Schellfische in Eis verpackt

Die Maßnahmen und mit ihnen Gremmlers Fotografien stehen im Kontext der nationalsozialistischen Wirtschaftsprogrammatik, der zufolge mit dem sogenannten Zweiten Vierjahresplan ab 1936 binnen vier Jahren die wirtschaftliche und militärische Kriegsfähigkeit durch Autarkie und forcierte Aufrüstung erreicht werden sollte. Dem Reemtsma-Konzern bot dies die Möglichkeit für eine systematische Ausweitung seiner Geschäftsfelder. Ein wesentlicher Baustein dieser Expansionsstrategie war die Inbetriebnahme der „Hamburg“ als erstes Vollfroster-Fabrikschiff durch Andersen und Co. im Jahr 1940. Es verfügte – von „Männer am Netz“ weit entfernt – über Filetieranlagen für 50 Tonnen Fisch pro Tag, eine umfangreiche Kälteanlage für die Tiefkühlkonservierung und Tiefkühlladeräume für 1.500 Tonnen Fisch. Das neuartige Fabrikschiff wurde von Gremmler ebenfalls in mehreren Serien ausführlich fotografiert. Trotz Verbrauchslenkung, aufwendiger Werbung und vielfältiger Maßnahmen zur Erhöhung des Fischkonsums wurde das im Vierjahresplan proklamierte ehrgeizige Ziel der Verdopplung des Pro-Kopf-Verbrauchs von Fisch jedoch nicht erreicht, in Relation zum Aufwand blieben die Erfolge bescheiden.
Mit der Nordsee AG und Andersen und Co belieferte Gremmler die großen Player der Fisch- und Tiefkühlindustrie über Jahre mit Bildmaterial. Die Verbindung zwischen Fotograf und Fischwirtschaft, zwischen Publikationen in Zeitschriften, Illustrationen von Kochbüchern und Ernährungsratgebern, Werbe- und Dokumentarfotografien bis zum Fotobuch ist wesentlich der Verleger Hans A. Keune, der Gremmler mit „Männer am Netz“ die Publikation eines der bemerkenswertesten Fotobücher der späten 1930er Jahre ermöglichte.

### Einberufung und früher Tod
Noch vor Erscheinen des Borgward-Buches 1941, zum 1. Dezember 1940, wurde Gremmler zur Wehrmacht eingezogen. Seine Karteikarte im Bundesarchiv (Bundesarchiv / B 563-1 Kartei) weist neben dem Dienstgrad-Eintrag Pz-Oberschütze handschriftlich den Zusatz „Fotograf“ auf, dennoch war Gremmler, anders als bereits zeitgenössisch angenommen, nicht Angehöriger einer Propagandakompanie. Die Negative belegen jedoch, dass er gleichwohl innerhalb seiner Einheit mit fotografischen Aufgaben betraut war.
Am 11. Juni 1941 ist Karl Theodor Gremmler während eines Truppentransports nach Russland bei Heydebreck/Oberschlesien (Kędzierzyn) tödlich verunglückt. Er wurde auf dem Worpsweder Friedhof an der Zionskirche beigesetzt. Sein Grab ist nicht mehr erhalten.

## Zwischen Avantgarde und Staat – Das fotografische Werk

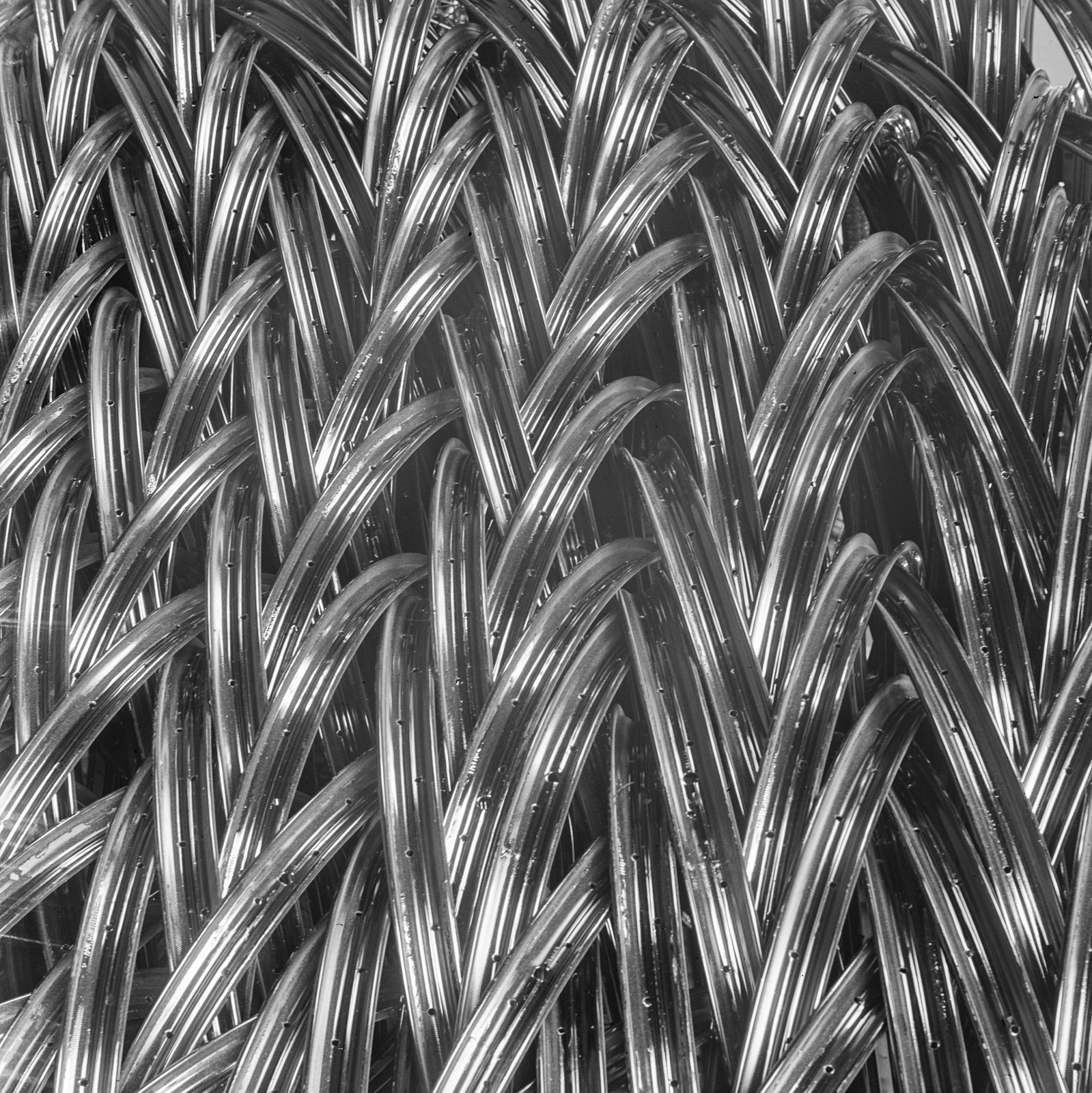
Ein Meer aus Felgen in den Wanderer-Werken in Schönau bei Chemnitz

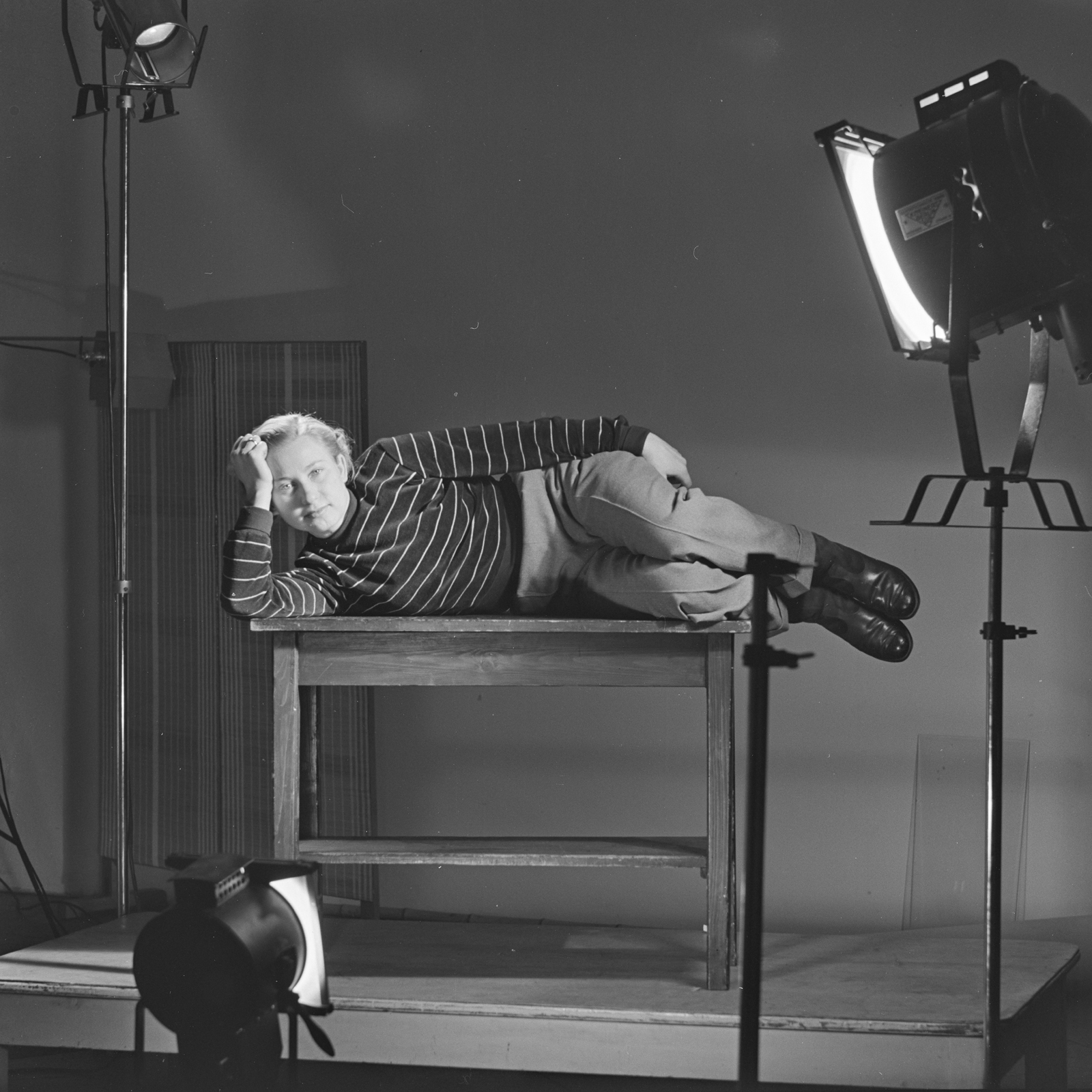
Frau mit gestreiftem Pullover auf einem Tisch im Fotoatelier liegend

Sein im Detail noch zu erschließendes und zu bewertendes Werk scheint typisch für die Situation ambitionierter Fotografie der 1930er Jahre. Auf der einen Seite stehen herausragende Bildleistungen, auf der anderen die nahezu zwangsläufige Indienstnahme durch Wirtschaft und Staat, der sich auch Freigeister wie Karl Theodor Gremmler nicht entziehen konnten oder wollten. Als Bildautor verfolgte Gremmler, der selbst nicht NSDAP-Mitglied gewesen ist, konsequent Bildstrategien der Moderne und steht dabei wie die meisten Fotografen, die ab 1930 den größeren Teil der Firmenschriften illustrieren, für eine eher moderate Modernität jenseits der experimentellen Verfahren von Avantgarde und Bauhaus, wenngleich insbesondere seine Frau Elisabeth, die laut Familie der Kommunistischen Partei nahegestanden habe, zeitweilig möglicherweise auch KP-Mitglied gewesen ist, enge Kontakte zum Bauhaus pflegte und mit Hermann Gautel und dessen Ehefrau eng befreundet war.
Die Arbeiten der älteren Vertreter einer Neuen Sachlichkeit wie etwa Adolf Lazi oder Hugo Schmölz sind durch ein gewisses Pathos und pointierte Lichtführung gekennzeichnet, während die Fotografien eines Albert Renger-Patzsch als Vertreter der mittleren Generation dem Begriff der Neuen Sachlichkeit wohl am nächsten kommen. Gremmler, deutlich jünger, gehört zur ersten Generation stilprägender Werbefotografen um Hein Gorny, Ewald Hoinkis und Anton Stankowski. Deren Fotografien „verknüpfen Kompositionsregeln der Avantgarde – schräg gestelltes Kompositionskreuz, diagonale Aufreihung vervielfältigter Elemente, starke Schlagschatten auf den Objekten – mit einer stupenden Qualität in der Sachdarstellung, Oberflächenschilderung, Schärfentiefe und Detailtreue.“ Darüber hinaus korrespondieren Gremmlers Industriefotografien mit der eher bildjournalistischen Auffassung von Ruth Hallensleben, Anne Winterer und Paul Wolff, die innerhalb dargestellter Arbeitsprozesse wieder die Menschen in den Vordergrund stellen. Diese alle Protagonisten verbindenden, für die Werbe- und Industriefotografie der 1930er Jahre kennzeichnenden moderaten Formen der Moderne waren zwischen Werbung und Verbrauchslenkung, zwischen betrieblicher Selbstinszenierung und staatlicher Wirtschaftspolitik neben der Erfüllung ökonomischer Aufgaben als visuelles Kommunikationsmittel auch zur Herstellung eines positiven Verhältnisses der Bürger zum Staat sichtlich geeignet.
Im Zeitalter umfassender staatlicher Propagandastrategien hatte die Selbstdarstellung des Fotografenberufs naturgemäß eine besondere Bedeutung. Anders als Paul Wolff, der unumstrittene Fotografenstar jener Jahre, der seine Fotografien als Dokumente der Zeitgeschichte bewertet wissen wollte, dezidiert nicht als Fotokunst, scheint Karl Theodor Gremmler danach gestrebt zu haben, auch als Fotokünstler anerkannt zu werden, wie nicht zuletzt die Ausstellungen 1934 in Paris und 1937 in Oldenburg und Essen sowie vor allem „Männer am Netz“ 1939 belegen. In die Geschichte der Fotografie ist er aufgrund seines frühen Todes bislang jedoch kaum eingegangen.

## Aktuelle Bestände
Im Bestand der Deutschen Fotothek befinden sich 685 Originalabzüge von Karl Theodor Gremmler sowie rund 18.700 – kaum beschriftete – schwarzweiße Mittel- und Großformatnegative (Film und Glas) aus dem Zeitraum 1932 bis 1941, die 2017 über eine Berliner Galerie aus Gremmlers familiärem Umfeld erworben werden konnten.
Aufgrund dieser zunächst desolaten Überlieferungssituation – nicht einmal die korrekten Lebensdaten des Fotografen waren mehr bekannt – mussten der im Sommer 2020 gestarteten Erschließung der bereits 2019/2020 vollständig von der Deutschen Fotothek digitalisierten Aufnahmen umfangreiche Forschungen zur Biografie sowie vor allem zu Entstehungs- und Verwendungskontexten, zu Auftraggebern, Beteiligten und Publikationen vorausgehen, um Bildinhalte über Gattungsbezeichnungen hinaus überhaupt lokalisieren, datieren und benennen zu können.
Weitere rund 350 Abzüge befinden sich seit 2019 im Städel Museum Frankfurt, einige wenige Prints sind zudem in der Sammlung Siegert München, im Museum für Kunst und Gewerbe Hamburg sowie im Landesmuseum für Kunst und Kulturgeschichte Oldenburg nachweisbar.
Zeitgenössische Schriftdokumente sind, abgesehen von einem Briefwechsel mit dem Oldenburger Museum, bislang nicht bekannt.

## Ausstellungen

### Einzelausstellungen
- FOTOS. Entdeckungen mit der Kamera. Landesmuseum Oldenburg, 30. Mai bis 27. Juni 1937 [verlängert bis 4. Juli 1937, Einzelausstellung mit rund 200 Aufnahmen, weitere Station: Folkwang Museum Essen].

### Gruppenausstellungen
- #MODERN. Lala Aufsberg, Karl Theodor Gremmler und Fritz Block. Aus dem Archiv der Fotografen, Buchmuseum der SLUB Dresden, 26. Juli – 12. Oktober 2024
- Neu Sehen. Die Fotografie der 20er und 30er Jahre. Städel Museum Frankfurt, 30. Juni bis 24. Oktober 2021.[10]
- RealSurReal: Meisterwerke der Avantgarde-Fotografie. Das neue Sehen 1920–1950. Sammlung Siegert, Kunstmuseum Wolfsburg, 15. November 2014 bis 6. April 2015.
- Auguste Papendieck. Töpferin, Focke-Museum. Bremer Landesmuseum für Kunst und Kulturgeschichte, 16. November 2014 bis 22. März 2015.[11]
- Made in Germany. Die GDL-Fotografen 1919–1979. Fotomuseum des Münchener Stadtmuseums, November 1979 bis Februar 1980.
- Lichtbildner sehen Deutschland. Photographie der Gegenwart. Ausstellung der Gesellschaft Deutscher Lichtbildner in Verbindung mit der Stadt Wiesbaden, Nassauisches Landesmuseum Wiesbaden 1938, April bis Juni 1938.
- Frau und Volk. Düsseldorf, 11. Mai bis 12. Juni 1935, veranstaltet vom Institut für Deutsche Wirtschaftspropaganda e.V. Berlin.
- XXIXe Salon international d’art photographique. La Société française de photographie et de cinématographie, Paris, 1934.

## Veröffentlichungen (Auswahl)
- Hans A. Keune: Seefisch Ahoi. Geschichten von Fischern und Fischen. Hamburg, Hans A. Keune Verlag 1943.
- Karl Theodor Gremmler: Schiff bei Seegang, in: Volk und Welt – Deutschlands Monatsbuch, Heft 1, 1942, Abb. S. 24.
- Hans Mosolff (Hg.): Der Aufbau der deutschen Gefrierwirtschaft, Hamburg, Hans A. Keune Verlag, 1941.
- Christian Hilker: 2 PS machen Karriere. Fotos: Karl Theodor Gremmler, Kurt Oehmann, August Rumbucher jr., Berlin, Steiniger 1941 [Chronik der Borgward-Werke].
- Anonym: Von der Schwarzen Kunst, in: Atlantis, Heft 8 1940, S. 285–296.
- Rudolf Kinau und Werner Schnakenbeck: Männer am Netz. Mit Dampfer und Kutter auf Frischfisch und Krabbe. Band 1. Das Fischernetz, Berlin-Lichterfelde 1939 (Online [abgerufen am 18. Januar 2023] Fotograf: Karl Theodor Gremmler).
- H. Bahlsens Keksfabrik 1889–1939. Verfasst von Norbert Jacques. Fotografie Hein Gorny und Gremmler-Gorny. Frankfurt am Main, Hauserpresse Hans Schaefer, 1939 [dazu auch Werbe-Faltblatt].
- Wilhelm Hecker (Hg.): Wir stellen uns um! Ernährungsfibel für die deutsche Hausfrau. Mit einem Geleitwort von Reichshauptabteilungsleiter im Reichsnährstand Hugo de Marees van Swinderen, Berlin, Hans A. Keune Verlag 1939 [Fotos überwiegend von K. Th. Gremmler, auch vier Aufnahmen von Hein Gorny].
- 64 Bilder aus der Ausstellung. Das Bildheft der Ausstellung „Bremen – Schlüssel zur Welt“. Der Schlüssel, Bremer Beiträge zur Deutschen Kultur und Wirtschaft, Heft 6 1938, S. 221–291. [Fotografien von Karl Theodor Gremmler].
- Oldenburgisches Landesmuseum. Führer durch das Kunsthandwerk und die heimatlichen Altertümer an Hand der Neuerwerbungen, hrsg. vom Oldenburgischen Landesmuseum, Oldenburg 1938 [Objektfotografien von Karl Theodor Gremmler].
- Anonym: K. Th. Gremmler. Ein Meister der Werbephotographie, in: Gebrauchsgraphik, Heft 7, 1937, S. 40–45. Online.
- Bruno Schultz (Hg.): Das Deutsche Lichtbild. Jahresschau 1937, Berlin, Bruno Schultz Verlag 1936, S. 26.
- Deutsche Arbeitsfront, Frauenamt: Tagewerk und Feierabend der schaffenden deutschen Frau, herausgegeben im Auftrage der Reichsfrauenführerin, Leipzig, Otto Beyer 1936 [mit 84 Fotografien von Karl Theodor Gremmler, Text deutsch, englisch, französisch, italienisch].
- Lore Bauer (Text), Karl Theodor Gremmler (Fotos): Das Gesicht der berufstätigen Frau, in: NS-Frauen-Warte, November 1935, S. 331–333.
- Photographie. Arts et Métiers Graphiques. Photo 1935. Cet Album Contient Nombre de Photographies exposées au XXIXe Salon International D’Art Photographique de Paris organisé par la Société Francaise de Photographie, 51 rue de Chlichy, a Paris. Paris, Éditions des Arts Métiers Graphiques, 1935, S. 59, 78, 93.
- Nordsee Magazin (1932–1938), ab 1938 Nordsee Küste (bis 1939), regelmäßige Bildpublikationen ab Juni 1933, vielfach auch Cover-Fotos (z. B. 7/1933, 9/1933, 11/1933).
- Richard Lisker: Über gewebte Stoffe, in: Die Form: Zeitschrift für gestaltende Arbeit, Heft 3, 1933, S. 65–74 [Autorennennung für das Umschlagfoto erst als Nachtrag in Heft 4].